# Ottové z Losu

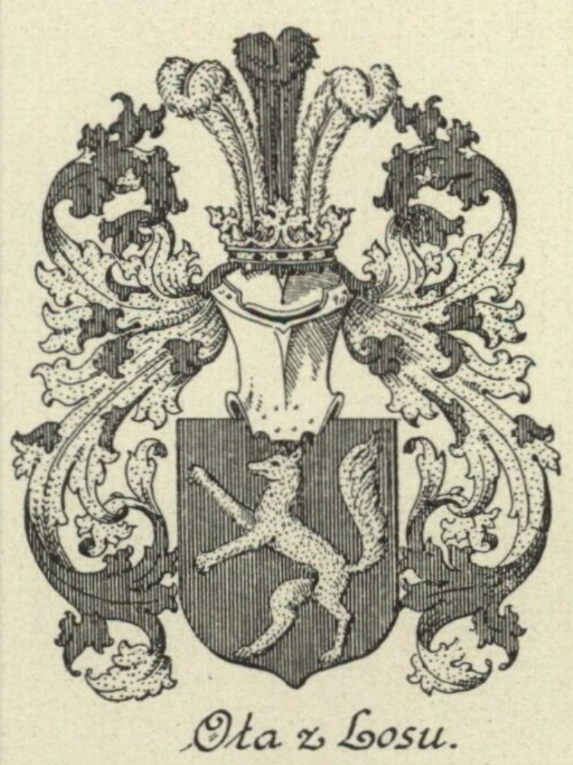
Erb Ottů z Losu (reprodukce V. Krále z Dobré Vody, 1891)

Ottové z Losu byli vladycký rod, který pravděpodobně pocházel z Německa a usadil se v Čechách.

## Původ
Někteří historici se domnívají, že prapředkem rodu byl hejtman táborského vojska, Otík z Losu, o kterém už po bitvě u Lipan nejsou žádné stopy. Pravděpodobněji se jeví německý původ, snad přišli odněkud z Lužice.

## Historie
Jan Otta z Losu vlastnil na počátku 16. století Starou Huť za Berounem, přikoupil k tomu ještě Nižbor a Letovice, kde se snažil dobývat rudu. 
Další příslušníci rodu statky postupně prodávali či přikupovali, např. Těchobuz či Vlčkovice. V té době již drželi v Čechách inkolát a mohli zde kupovat dědičné statky. V 16. století podnikali v oboru železářství a drželi budoucí středisko kovoprůmyslu Komárov.
Nejvýznačnějším příslušníkem rodu se stal Jindřich Otta z Losu (kolem 1540–1621), který patřil mezi čelné představitele stavovského odporu. Byl vzdělaný, hájil jednotu bratrskou. V roce 1618 byl zvolen jedním z direktorů stavovského povstání. Na příkaz Fridricha Falckého zastával úřad podkomořího králové a karlštejnského purkrabího. Přes jeho vysoký věk jej vyšetřovala císařská komise, jeho obranu považovali za výsměch a zlomyslnost a odsoudili jej k trestu smrti.
V první polovině 17. století rod vymřel. Jejich majetek jako např. Těchobuz získali Kapounové ze Svojkova.

## Erb
V červeném štítu se nachází zvíře. Mohlo by se jednat o lišku či divokou kočku. Též barva je sporná, v některých publikacích se uvádí například modrá.

## Příbuzenstvo
Spojili se s Karly ze Svárova, Kinskými, Pětipeskými, pány z Říčan či ze Rtína.